# 朝鮮通信使交流議員の会
朝鮮通信使交流議員の会（ちょうせんつうしんしこうりゅうぎいんのかい）は、日本の超党派の議員連盟。
2006年9月27日に韓国との友好を目指して設立された。
他に日韓関係の議員連盟としては日韓議員連盟、日韓海底トンネル推進議員連盟等が存在する。

## 目的
- 『韓国国会議員によって設立された「朝鮮通信使ゆかりの地国会議員連盟」と呼応し、400周年に向け「日韓議員連盟の下、朝鮮通信使の歴史に学び、朝鮮通信使が訪れた縁故地を中心とした日韓の相互交流、及び日韓相互の友好親善促進のために協力すること』とされている。

## 役員

### 幹事
- 林芳正（自民党）
- 寺田稔（自民党）
- 宮澤洋一（自民党）
- 長島昭久（自民党）[1]
- 西村康稔（自民党）
- 上川陽子（自民党）
- 石原宏高（自民党）
- 谷合正明（公明党）
- 近藤昭一（立憲民主党）

## 元役員
- 小林温（幹事・2007年に議員辞職）
- 原田令嗣（事務局長・2009年に落選）
- 山本明彦（幹事・2009年に落選）
- 萩原誠司（幹事・2009年に落選）
- 大前繁雄（幹事・2009年に落選）
- 藤井勇治（幹事・2009年に落選）
- 近藤三津枝（幹事・2012年に引退）
- 仙谷由人（顧問・2012年に落選）
- 奥村展三（幹事・2012年に落選）
- 田村謙治（幹事・2012年に落選）
- 北川イッセイ（幹事・2016年に引退）
- 川端達夫（幹事・2017年に引退）
- 田島一成（副会長・2017年に落選）
- 望月義夫（幹事・2019年に死去）
- 竹下亘（幹事・2021年に死去）
- 河村建夫（会長・2021年に引退）[1]
- 桝屋敬悟（幹事・2021年に引退）
- 左藤章（幹事・2021年に落選）
- 白眞勲（幹事・2022年に落選）
- 岸信夫（幹事・2023年に議員辞職）
- 谷川弥一（幹事長・2024年に議員辞職）[1]
- 奥野信亮（会長代理・2024年に引退）[1]
- 塩谷立（幹事・2024年に引退）
- 大口善徳（幹事・2024年に引退）
- 西村明宏（自民党）（事務局長・2024年に落選）[1]